# Nachal Kidod
Nachal Kidod (hebrejsky נחל כידוד) je vádí v jižním Izraeli, na pomezí severovýchodního okraje Negevské pouště a Judské pouště.
Začíná v nadmořské výšce přes 500 metrů v kopcovité neosídlené pouštní krajině, na východním okraji města Arad. Směřuje pak k východu, přičemž se zařezává do okolního terénu. Pak prudce klesá do příkopové propadliny Mrtvého moře. V turisticky využívaném kaňonu se nacházejí skalní stupně a vodopády. Pak sem od severozápadu ústí vádí Nachal Menachem. Zhruba 5 kilometrů jihojihozápadně od starověké pevnosti Masada ústí vádí Nachal Kidod do vádí Nachal Rachaf, které jeho vody odvádí do Mrtvého moře.